# Lupta de la Păuliș
Lupta de la Păuliș a reprezentat o luptă dusă pe valea Mureșului în perioada 13-20 septembrie 1944 pe linia de front Cladova-Păuliș-Miniș-Ghioroc-Cuvin, între trupe ale Axei – aflate în atac și trupe ale Armatei Române – aflate în apărare.

## Preludiu
În septembrie 1944, armatele germană și maghiară au atacat dinspre vest, ocupând Aradul. Pe valea Mureșului a continuat înaintarea Divizia blindată Nr. 1 ungară „Budapesta”, înaintării acesteia fiindu-i opus „Detașamentul Păuliș”.

## Desfășurare
Timp de 1 săptămână, trupele române au rezistat - beneficiind și de suport aerian sovietic, unui inamic superior atât ca număr cât și ca tehnică de luptă, după care inamicii a fost respinși cu ajutor sovietic, peste frontiera de vest.

## In memoriam
În 1974, pentru comemorarea celor căzuți în luptă, a fost ridicat Monumentul Eroilor de la Păuliș.